# 進動

陀螺儀的進動。

旋轉
進動
章動有傾角的行星

進動（precession）是自轉物體之自轉軸又繞著另一軸旋轉的現象，又可稱作旋進。在天文學上，又稱為“歲差現象”。
常見的例子為陀螺。當其自轉軸的軸線不再呈鉛直時，即自转轴与对称轴不重合不平行时，會發現自轉軸會沿著鉛直線作旋轉，此即“旋進”現象。另外的例子是地球的自轉。
自旋的進動現象主要出現在核磁共振與磁振造影上。其中的例子包括了穩定態自由旋進（進動）造影。
進動是轉動中的物體自轉軸的指向變化。在物理學中，有兩種類型的進動，自由力矩和誘導力矩，此處對後者的討論會比較詳細。在某些文章中，“進動”可能會提到地球經驗的歲差，這是進動在天文觀測上造成的效應，或是物體在軌道上的進動。

## 自由力矩進動
只有移動中的物體可以在自由力矩的進動狀態下。例如，一塊被拋出的板材，這塊板材可能以非對稱的軸產生一些自轉的運動。如果這個物體不是理想的固體，內部的渦旋傾向抑制自由力矩的進動。

## 诱导力矩进动
誘導力矩進動（螺旋进动）是当有扭矩时，旋转物体（如陀螺仪）自转轴摆动的现象。这现象通常能在一个抽陀螺上出现，但所有旋转物体都能出现进动。如果旋转速率和扭矩大小皆是恒量时，自转轴会形成圆锥形进动，且任何时刻运动方向都与扭矩方向成直角。在抽陀螺的例子中，如果自转轴不是完全竖直时，扭矩由设法使它翻倒的引力提供。一个滚动的轮子会由于进动而趋向于竖直。当轮子向一边倾斜时，轮顶的粒子被推向一侧，轮底的粒子被推向另一侧。但是，因为轮子在滚动，这些粒子最终会交换位置，互相抵消。进动或回转仪的效果会影响高速行驶（自行车）的性能。进动同时也是旋转罗盘仪背后的机制。
这概念容易通过惯性的效果来理解。惯性经常被陈述成运动物体倾向于保持运动。在这例子中，旋转物体的运动是旋转。如果在一个旋转物体上施加外力，物体会通过推回去抵抗外力，但反应延迟了。
陀螺进动在直升飞机的飞行控制上也起着巨大的作用。由于直升机后尾的驾驶能力来自（旋转着的）螺旋桨，陀螺进动起着作用。如果螺旋桨向前倾斜（为了获得向前的速度），它的逆时针运动需要螺旋桨能通过大概90°（决定于螺旋桨的构造）提供静推力，或者螺旋桨在飞行员的右侧。为了确保飞行员的操作正确，当飞行员把“轮转棒”向前推，或当“轮转棒”被向后拉后，再向左推时，飞机有着能把旋转斜盘倾斜到右侧的的矫正连接。
进动的不利之处在于它能使负荷着巨大扭矩的系结物自己旋鬆。自行车踏板的曲柄在左手位置是左旋的，因此进动能使它旋紧，而不是旋松。在不怕誘導力矩進動的螺丝出现之前，有些汽车左边的轮子用的也是左旋螺丝。
可以通过“方形轮模型”直观地解释进动。

## 岁差
歲差是地球自轉中之一種大尺度微小變化。

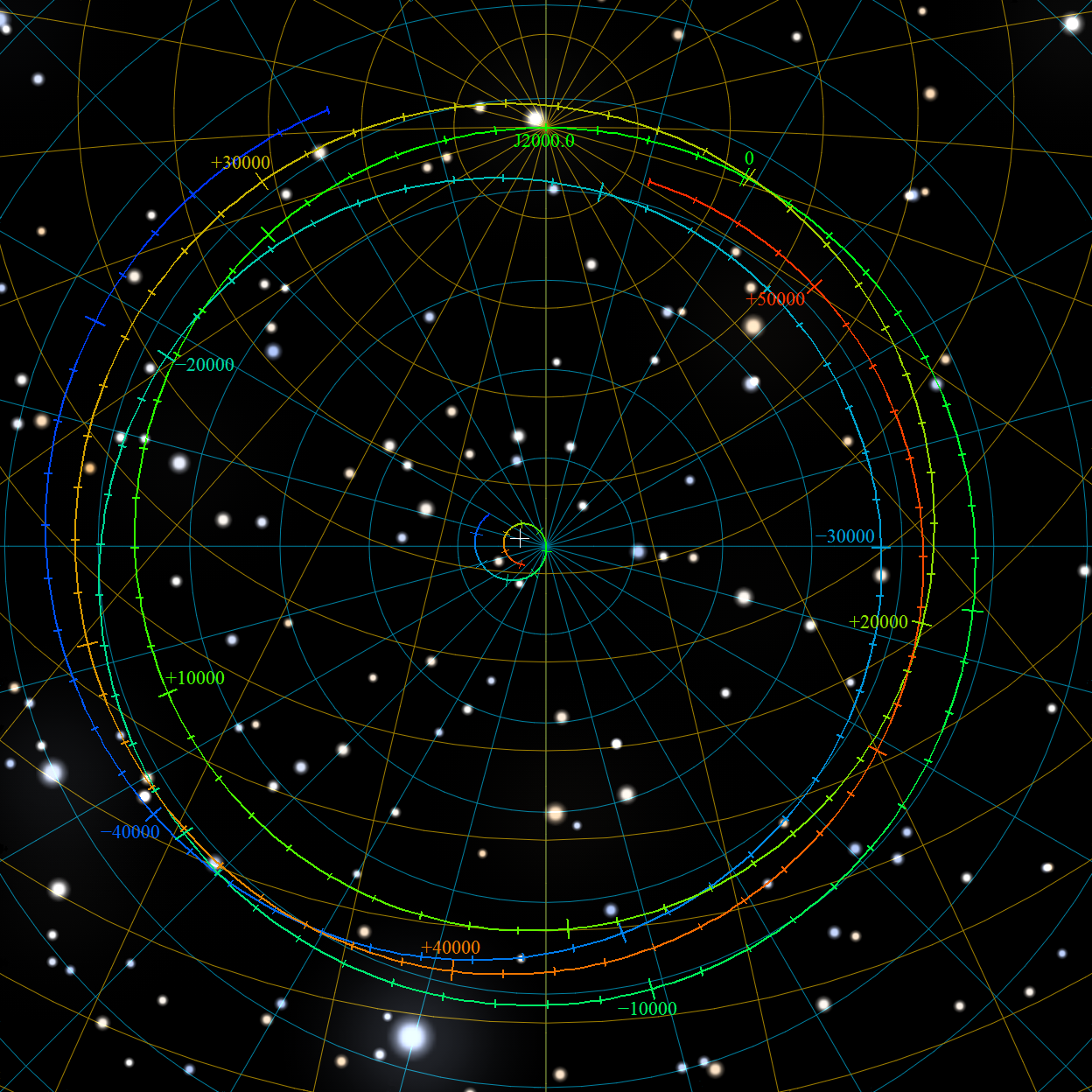
歲差

典型的岁差例子是在公元前若干世纪，3月份的平分点（即春分点）落在白羊宫与双鱼宫的交界处，于是30°的白羊宫便大致与白羊座恒星重合。但是这个框架会经歷日积月累的微小变化，这种变化就物理学上称为进动，而天文学上称为岁差，它的一个中等长度的周期是25,868年，在这个时间裡，地球极绕黄道极（像陀螺仪那样）缓慢旋转。每年，当太阳返回0°白羊宫时，它相对于背后群星的位置将后移约50弧秒，即约71年移动1°。

## 分點歲差

分点岁差

地球大約以25,800年完成一次的歲差週期，在這段期間內，恆星在赤道座標上被測量到的位置會慢慢的改變，這種變化是歸結於座標本身的變動。在這個週期內，地球自轉軸的北極指向將從現在的位置移開，距離北極星約1°之處，並繞著黃極畫出一個角半徑23.5°的圓圈（正確的說應該是23°27'）。移動的量是每180年1°，這個數值不是從圓圈的中心，是由觀測者的位置量度的。
分點歲差在上古就被希臘的天文學家喜帕恰斯發現了，但直到近代才在牛頓物理學中得到解釋：因為地球不是完美的球體，是在赤道部分略微隆起的一個扁球體。月球和太陽引力引起的潮汐力產生的力矩試圖將赤道的隆起拉入黃道平面，使地球自轉軸繞著黃道面的垂直軸（黃道軸、黃極）旋轉，在空間中描繪出一個圓錐面。由太陽和月亮共同導致的進動作用就稱為日月歲差。

## 行星軌道的進動

近日點的進動(現象被極度誇大)

行星在軌道上繞行太陽的公轉運動也是一種旋轉的運動現象，（在這些事件中，行星和太陽結合的系統也是在旋轉的。）所以行星軌道平面的轉軸會隨著時間產生進動。
每顆行星橢圓軌道的長軸在他的軌道平面內也會發生進動，以回應其他行星的引力改變所施加的攝動，這稱為近日點進動或是拱點進動（參見拱點）。觀察到的水星近日點進動與古典力學理論預測的數值不能吻合，每百年差了43" ，突顯了愛因斯坦相對論的正確，消除了觀測與理論上的歧異。
一般所了解影響地球氣候的23,000和19,000週期，是由於太陽和月球的引力作用導致地球的軌道進動。
這些週期改變了地球的軌道參數，好比軌道傾角，地球自轉軸與公轉軌道平面的夾角，是天文學理論的冰河期中的重要部分。月球軌道的進動請參考月球進動。
一種近似拱點進動現象的是交點進動（參見軌道交點），他會影響到軌道平面的方向。
在原子和分子的動力學中，進動也是很重要，必須要考量的因素。

## 註解
1. ↑  Hantz, Péter; Lázár, Zsolt I. . Frontiers in Physics. 2019, 7  [2019-08-10]. doi:10.3389/fphy.2019.00005. （原始内容存档于2021-05-20）.
2. ↑  Vondrák, J.; Capitaine, N.; Wallace, P. . Astronomy & Astrophysics. 2011-10-01, 534: A22. ISSN 0004-6361. doi:10.1051/0004-6361/201117274 （英语）.
3. ↑  Cook, David R. . Environmental Earth Science Archive, Ask A Scientist. United States Department of Energy. 1999  [2006-05-24]. （原始内容存档于2015-02-26）.
4. ↑  1973，中華書局, P123，天文知識叢書（一），王石安著
5. ↑  Max Born（1924）,Einstein's Theory of Relativity (The 1962 Dover edition, page 348 lists a table documenting the observed and calculated values for the precession of the perihelion of Mercury, Venus, and Earth.)